# Oenothera cinerea
Oenothera cinerea är en dunörtsväxtart. Oenothera cinerea ingår i släktet nattljussläktet, och familjen dunörtsväxter.

## Underarter
Arten delas in i följande underarter:
- O. c. cinerea
- O. c. parksii